# Taksila
Taksila, Takkasila ili Taxila, (urdu: ٹیکسلا, Nastaliq; sanskrt: तक्षशिला, Takṣaśilā) je važan arheološki lokalitet starog indijskog gandarskog grada u provinciji Pandžabu u Pakistanu. Nalazi se 32 km sjeverozapadno od dijela Islamabada, Rawalpindija, u blizini Velikog puta debala, povijesne ceste koja je povezivala sjeverni Afganistan s Pandžabom; na nadmorskoj visini od 549 m.
Taksila je bio važno vedsko/hinduističkog i budističko središte od 6. stoljeća pr. Kr.
do 5. stoljeća pr. Kr.
 Zbog čega je 1980. godine upisana na UNESCO-ov popis mjesta svjetske baštine u Aziji i Oceaniji zajedno s nekoliko obližnjih lokaliteta.

## Povijest
Taksila se nalazila na raskršću tri važna povijesna trgovačka puta: 
1. kraljevskog puta od Pāṭaliputre do doline Gangesa (tzv. Veliki put debala);
2. Puta kroz Baktriju, Kāpiśu do Puṣkalāvatīja (Pešavar u Afganistanu); i
3. Puta od Kašmira do Srednje Azije, kroz Srinigar, Mansehru i dolinu Haripur[6] kroz Kundžerabski prijevoj do Puta svile.

Prema legendi je Takša, sin Barate i Mandavija iz indijskog epa Ramajana, te drevni kralj države Takša Kanda (Taškent), osnovao grad Takšašilu, čije ima na sanskrtu znači "pripada kralju Takši".
U epu Mahābhārata, kraljević kraljevstva Kuru, Parikṣit je okrunjen u Taksili.
Prema teoriji koju iznosi Damodar Dharmanand Kosambi, "Taksila" je vezana uz "Takṣaka," što znači "tesar" i predstavlja alternativni naziv za stari indijski ratnički klan Nāga.
Oko 518. pr. Kr. Darije Veliki je anektirao suvremeni Pakistan, uključujući i Taksilu, u perzijsko Ahemenidsko Carstvo. 
God. 326. pr. Kr. – Aleksandar Veliki prihvaća kralja Taksile, Āmbhija za svog vazala, a kasnije i predaju Pora na rijeci Jhelum.
Aleksandrovi generali Eudem i satrap Piton se 317. pr. Kr. povlače s Inda. Piton je imenovan Aleksandrovim satrapom Sinda, a potom je dobio regiju Gandhara Ugovorom u Triparadisu 320. pr. Kr.
Od 321. do 317. pr. Kr. Čandragupta Maurja, osnivač Maurijskog Carstva u istočnoj Indiji, širi svoju vlast na sjevernu i sjeverozapadnu Indiju, uključujući Pandžab. Čandraguptin savjetnik Kautilja (također poznat kao Čanakja) bio je učitelj u Taksili. Za Čandraguptinog unuka Ašoke, Taksila postaje veliko budističko učilište, poznato kao Sirsukh.
God. 185. pr. Kr.,  posljednjeg maurijskog cara, Bṛhadratha, je ubio njegov general Puṣyamitra Śunga tijekom vojne parade. No, već dvije godine poslije, 183. pr. Kr. – Demetrije I. osvaja Gandhāru, Pandžab i dolinu Inda., te svoju novu prijestolnicu Sirkap gradi na drugoj strani rijeke, nasuprot Tasklile. Vladari Grčko-Baktrijskog Kraljevstva (koje je imalo vrhunac za vladavine Antialkida od oko 130. – 120. pr. Kr.) su najvjerojatnije vladali iz ovog grada. Za vrijeme grčke vladavine grad je prosperirao, imao vlastitu samoupravu, vlastite cehove i kovao svoj novac. Njihova vladavina završava oko 90. pr. Kr. kada Indo-skitski poglavica Maues svrgava posljednjeg grčkog vladara Taksile.
Osnivač Indo-Partskog Kraljevstva, Gondofar, osvaja Taksilu i pretvara je u svoju prijestolnicu oko 25. pr. Kr. Kralja Gondofara IV. je u Taksili posjetio Sveti Toma Apostol oko 46. godine, a natpis iz Taksile s riječima "Veliki kralj, Kralj kraljeva, sin Božji, Kušana" (maharaja rajatiraja devaputra Kushana) datiran je u 76. godinu. Oko 405. godine Taksilu je posjetio kineski budistički svećenik Fa Hsien u svojoj knjizi "Zapis o budističkim kraljevstvima na putovanju Indijom i Cejlonom u potrazi za budističkim knjigama pravila" spominje taksilu pod imenom  Ču Ča Ši Lo, što znači "Odrubljena glava" a vezano za vjerovanje kada je Buda čovjeku skinuo svoju glavu. Prije nego što je pala pod udarom osvajača, Taksila je bila glavnim gradom mnogih dinastija, i središte vedskog i budističkog učenja, kojima su se pridružili i Grci.
Oko 460. – 470. godine Heftaliti prodiru u Gandhāru i Pandžab, te u Taksili dolazi do sveopćeg uništavanja budističkih samostana i stupa koje više nikada nisu obnovljene.
Britanski arheolog Sir John Marshall je proveo dvadeset godina istraživanja u Taksili.
- Središnja stupa hrama Mohra Muradu
- Votivni stup
- Grobni humak Bhir
- Džaulijanska grobica
- Kovanica iz Taksile iz 2. stoljeća pr. Kr.

## Vanjske poveznice
- Professor Dr. Ahmad Hasan Dani, Guide to Historic Taxila  Arhivirana inačica izvorne stranice od 5. lipnja 2017. (Wayback Machine) (engl.)
- Fotografije Taksile  Arhivirana inačica izvorne stranice od 13. travnja 2005. (Wayback Machine)
- Karta arheoloških lokaliteta u Gandari  Arhivirana inačica izvorne stranice od 31. prosinca 2005. (Wayback Machine), Huntington Collection, Ohio State University
- Saadullah Bashir, Taksila muzej i samostan Džaulijan  Arhivirana inačica izvorne stranice od 21. veljače 2008. (Wayback Machine) (engl.)